# Sokayna Talhi
Sokayna Talhi (Zengange, 28 d'octubre de 1998) és una atleta marroquina, que viu a Palafrugell des de 2004 especialitzada en salt amb perxa. Subcampiona d'Àfrica de 2014 en aquesta modalitat, any en què va arribar a saltar fins a 2,95m.
Sota els colors del Club Atlètic Palafrugell, on va iniciar la seva carrera esportiva, l'abril de 2014 va ser escollida millor esportista de Palafrugell.
L'any 2014 va ser seleccionada per participar a Johannesburg (Botswana), lloc de celebració del Campionat d'Àfrica Juvenil on va saltar 2,80m, quedant-se a 5cm de la primera classificada.
El 2015 va tornar a viatjar amb la selecció del Marroc fins a les Illes Maurici per participar per segon any consecutiu al Campionat d'Àfrica Juvenil on va finalitzar amb la 4ª posició.
El maig del 2016 va ser seleccionada per un club de Blois (França) per competir a la lliga francesa on va fer un registre de 2,60m.

## Trajectòria
- Millor esportista del Marroc.

2012
- -10º Campionat d'Espanya Cadet a Granollers (Salt amb Perxa)- 2,80

- -8ª Campionat de Catalunya Cadet de pentatló en pista coberta Sabadell(Combinades)

2013
- -9ª Campionat de Catalunya Cadet de Pentatló en Pista Coberta Sabadell (Combinades)

2014
- -Sots- campiona d'Àfrica Juvenil a Johnserburg (Botswana) (Salt amb perxa)- 2,80m

- -15ª Campionat d'Espanya de pista coberta a València (Salt amb perxa)- 2,70m

- -11ª Campionat de Catalunya Juvenil Aire lliure (Salt amb perxa)- 2,60m

- -12ª Campionat de Catalunya Juvenil de pista coberta Sabadell (Salt amb perxa)- 2,70m

2015
- -4t Campionat d'Àfrica Juvenil a les Illes Maurici (Salt amb perxa)- 2,85m

- -11ª Campionat de Catalunya Juvenil de pista coberta Sabadell (Salt amb perxa)- 2,70m

2016
- -Va competir amb la lliga Francesa d'un club de Blois (França)- 2,60

- -11ª Campionat de Catalunya Júnior de pista coberta (Sabadell)- 2,80

2017
- -7ª Campionat de Catalunya Júnior a Pista Coberta Sabadell (Salt amb perxa)- 2,90

- -7ª Campionat de Catalunya de Llançament de pes (4kg)a Pista coberta Sabadell- 8,74m